# Sven-David Sandström
Sven David Ingemar Sandström, född 30 oktober 1942 i Motala församling, Östergötlands län, död 10 juni 2019 i Högalids distrikt, Stockholm, var en svensk tonsättare och professor.

## Biografi
Sven-David Sandström var son till urmakaren Sven Sandström och växte upp i Borensberg. Sandström studerade komposition vid Stockholms Musikhögskola för Ingvar Lidholm och för viktiga gästlärare som György Ligeti och Per Nørgård. Sandström var själv professor i komposition vid Kungliga Musikhögskolan i Stockholm 1985–1995 och Indiana University i Bloomington i USA 1999–2008. Han undervisade också i komposition vid Musikhögskolan Ingesund 1993–1997. Han utsågs 2015 till hedersdoktor vid Karlstads universitet, som Ingesund numera är en del av. Sven-David Sandström blev hedersdoktor vid Linköpings universitet 1998.
Det internationella genombrottet kom 1972 på ISCM-festivalen i Amsterdam med orkesterverket Through and through som framfördes av Concertgebouworkest under ledning av Ernest Bour. Som en följd av detta fick Sandström en beställning från BBC som resulterade i stycket Utmost, som framfördes av medlemmar ur BBC Symphony Orchestra ledda av Pierre Boulez. Under 1970-talet skrev Sandström i en modernistisk stil med ofta hög komplexitesgrad såväl i notation som teknisk svårighetsgrad för musikerna.
På 1980-talet började Sandström skriva i en mera intuitiv och utåtriktad nyromantisk stil. Viktiga verk från denna period är gitarrkonserten Lonesome (1982–1983), cellokonserten (1989) och pianokonserten (1990).
Senare under 1990-talet komponerade Sandström bland annat den omfångsrika High Mass (1994) för solister, kör och orkester samt operan Staden (1994–1997) med libretto av Katarina Frostenson. Dessa verk kan ses som synteser av hans tidigare produktion. Nyare sakrala verk inom Sandströms Bach-tradition är Juloratorium (2004) och Magnificat (2005).
Sven-David Sandström fick 2008 Stockholms domkyrkoförsamlings uppdrag att skriva ny musik till kyrkoårets samtliga söndagar under en treårsperiod.
En del av partituret till Sven-David Sandströms Bilder för slagverk och orkester finns avbildad på baksidan av den svenska 50-kronorssedel med Jenny Lind-motiv som var i bruk 1996–2016.
Sandström avled den 10 juni 2019 i lungcancer. Han är begravd på Katarina kyrkogård i Stockholm.

## Priser och utmärkelser
- 1974 – Lilla Christ Johnson-priset för Through and Through
- 1981 – Spelmannen
- 1983 – Ledamot nr 845 av Kungliga Musikaliska Akademien
- 1984 – Nordiska rådets musikpris för De ur alla minnen fallna
- 1988 – Musikföreningens i Stockholm stipendium
- 1989 – Deverthska kulturstiftelsens stipendium
- 1994 – Litteris et Artibus
- 1995 – Stora Christ Johnson-priset för High Mass
- 1998 – Rosenbergpriset
- 2001 – Hugo Alfvénpriset
- 2009 – Medaljen för tonkonstens främjande
- 2015 – Hedersdoktor vid Karlstads universitet
- 2019 – Kungl. Musikaliska akademiens Tonsättarpris

## Verk i urval

### Verk för scenen
- Den tysta stämman, balett för en dansare och en slagverkare. Libretto och koreografi av Greta Lindholm. (1978)
- Convivere, balett för 5 röster, 2 tromboner, viola, 2 celli och slagverk med koreografi av Osnat Opatowsky (1985)
- Ayas öga, balett för stor stråkorkester, 4 slagverkare och orgel med koreografi av Per Jonsson (1991)
- Sankt Göran och draken, kyrkoopera för sopran, 2 barytoner, blandad kör och ensemble med libretto av Caroline Krook (1998)
- The Book of Life (2019), opera i tre akter för 22 solister, kör och orkester med libretto av Niklas Rådström efter hans roman Boken.

### Orkesterverk
- Sjutton bildkombinationer för träblås, brass, slagverk och stråkar (1969)
- Sounds from 14 Strings för stråkorkester (1970)
- Through and Through (1972)
- A Day – The Days för orkester (1987)
- Invigningsfanfar till Radio Swedens 50-årsjubileum (1988)
- Symphonic Piece (1991)
- Vattenmusik 1–2 för blåsorkester (1992)
- Six Interludes för symfonisk blåsorkester (2002)
- 5 Fantasy Pieces för kammarensemble (2012)

### Solist(er) och orkester
- Concerto for Violin and String Orchestra (1985)
- Concerto för altblockflöjt, cembalo och stråkar (1995)
- Concert Pieces for Oboe and Strings (1999)
- Concert Pieces for Percussion and Orchestra för 6 slagverkare och orkester (2002)
- Thoughts and Memories, konsert för violin, cello och stråkorkester (2003)
- Force and Beauty för violin och kammarensemble (2014)
- Five pieces for Piano and Orchestra (2016)
- Flöjtkonsert nr 2 (2016)

### Kör och orkester/ensemble
- Tystnar ofta nog vår sång för blandad kör, blåsorkester, cymbaler och församlingssång (1978)
- High Mass för 3 sopraner, 2 mezzosopraner, blandad kör, orgel och orkester (1993/94)
- Moses, oratorium för sopran, alt, tenor, baryton, blandad kör, orkester och orgel till text av Eyvind Skeie (1997)
- Längtans segel för mezzosopran, manskör och orkester till text av Kristina Lugn (2002)
- Messiah för sopran, alt, tenor, baryton, blandad kör och orkester (2008)
- Three Poems by Prince Claus för höga röster, stråkar och slagverk till text av Claus av Nederländerna (2009)

### Kammarmusik
- Tre satser för bleckblåsarkvartett för 2 trumpeter, horn/trombon, trombon (1969)
- Färgblandning för blåskvintett (1970)
- Dialog(er) för 2 x människor + piano för fyrhändigt piano (1971)
- Out of för violin och fagott (1972)
- Metal, Metal för 4 slagverksgrupper (1974)
- Brass and Drums för brassband och slagverk (1985)
- Fantasia II för pianotrio (1989)
- Heavy Metal för brasskvintett (1991)
- Brasskvintett (1993)
- Processionsmusik för brasskvintett (1994)
- Seven Pieces for String Quartet (Stråkkvartett nr 4) (2010)
- Seven Pieces for Nine Double Basses (2011)
- Four pieces for Piano Trio (2012)

### Musik för ett instrument
- High Above för piano (1972)
- Surrounded för gitarr (1972)
- Five Duets för 4-händigt piano (1973)
- Effort för cello (1977)
- Cento battute extra för 2 pianon (1980)
- The Last Fight för slagverkare (1984)
- ...there is a bluer sky, a wall with roses… för klarinett (2005)
- Tre meditationer över psaltarpsalm 40 för solo cello (2011)
- Orgelmässa för orgel (2012)
- Piece for horn (2018)[19]

### Vokalmusik
- Just a Bit för sopran, fagott, violin och harpa med vokaliserande sång (1972)
- The Lost Song för sopran och piano med vokaliserande sång (1974)
- Jag har i himlen en vän så god för röst, oboe, trumpet, slagverk, orgel och synt till text av Nils Frykman (1985)
- Tre sånger om kärlek för mezzosopran, violin och piano till text av Gunnar Ekelöf, Claes Andersson och Bertel Gripenberg (1989)
- Gud är vår tillflykt för sopran och orgel (2009)
- Tre dikter för sopran, klarinett och gitarr till text av Katarina Frostenson (2013)

### Körverk
- Agnus Dei för blandad kör (1980)
- Hear my Prayer, O Lord (Henry Purcell/Sandström) för blandad kör till bibeltexter (1986)
- Stabat mater för blandad kör och cello (2000)
- Missa cum jubilo för solister, blandad kör och orgel (2002)
- Psalm 139: O Lord, You have Searched Me för blandad kör (2004)
- Utsnitt ur ’En Mölna-elegi’ för blandad kör till text av Gunnar Ekelöf (2007)
- Ah! Sun Flower för blandad kör till text av William Blake (2008)
- Four Songs of Love för blandad kör a cappella till text ur Höga Visan (2008)
- To See a World för blandad kör till text av William Blake (2008)
- Wachet auf, ruft uns die Stimme för solister, blandad kör och orgel till text av Philipp Nicolai och okänd (2008)
- Hear the Voice of the Bard för mezzosopran, manskör och orgel till text av William Blake (2009)
- Bär varandras bördor för blandad kör a cappella (2010)
- Kom till mig! för blandad kör till text ur Matteusevangeliet (2010)
- Låt oss gå upp till Herrens berg för blandad kör a cappella till text ur Jesaja (2010)
- Medmänniskan för blandad kör a cappella till text av Caroline Krook (2010)
- Sjung till Guds ära för blandad kör (2010)
- Tre motetter för Fastlagssöndagen för blandad kör till text ur Första Korinthierbrevet (2010)
- Veni Sancte Spiritus för blandad kör (2010)
- Vilket djup av rikedom för blandad kör a cappella till text ur Psaltaren (2010)
- Lägg ditt liv i Herrens hand för blandad kör a cappella till text ur Psaltaren (2011)
- Matthäus-Passion för 9 solister, blandad kör och orkester (2011)
- Lay a Garland för manskör a cappella (2014)

## Filmmusik
- 1970 – En vårfilm
- 1984 – Äntligen!
- 1991 – Facklorna
- 1993 – Hemresa
- 1996 – Ett sorts Hades
- 1999 – Gertrud
- 2002 – Jeppe – den grymma komedin

## Biografi
- Per F. Broman (2012) Sven-David Sandström, Atlantis (Kungliga Musikaliska akademiens skriftserie 126)